# Graciano
Graciano är en blå vindruva som ingår i den klassiska Riojablandningen från Spanien. 
Det kan vara en fantastisk druva men den är svårodlad och kräver speciell behandling för att uppnå sin potential. Den har en låg tannin-halt och oxideras tämligen snabbt vilket gör den olämplig för lagring. Druvan ger smakrika och aromatiska viner som i vissa ovanliga fall förekommer som ensam druva i viner vilka då får en karaktäristisk lakritsdoft.
Förutom i Spanien förekommer den i Frankrike (under namnet Morrastel vilket i detta fall inte är samma druva som Monastrell), Nordafrika, och Portugal. På Sicilien kallas samma druva Cagnulari och där produceras vin till 100% med denna druva. 